# Kim Vilfort
Kim Vilfort (Copenaghen, 15 novembre 1962) è un allenatore di calcio ed ex calciatore danese, di ruolo mediano, tecnico del settore giovanile del Brøndby.
Fu Campione d'Europa con la Nazionale danese nel 1992

## Carriera

### Club
Cresciuto calcisticamente nello Skovlunde debuttò con tale squadra in Lega nel 1979. Esordì in prima divisione nel 1981 con il Frem. A differenza di molti colleghi danesi della sua generazione, Vilfort non giocò praticamente mai all'estero, eccettuata una breve parentesi di una stagione al Lilla, in Francia, nel 1985-86. Tornato in patria fu ingaggiato dal Brøndby con il quale rimase fino al ritiro dal calcio giocato, avvenuto nel 1998. Dopo la fine della carriera agonistica divenne responsabile delle giovanili del Brøndby. Con il Brøndby segnò, in totale, 110 gol (di cui 78 in campionato) in 470 partite ufficiali. Oltre a essere eletto giocatore danese dell'anno nel 1991, vanta la vittoria in 7 campionati danesi e 3 Coppe di Danimarca.
Nel 2014, nel quadro delle celebrazioni del centenario del campionato danese, la DBU nominò Vilfort «calciatore del secolo» del torneo.

### Nazionale
Con la Nazionale danese vinse il titolo di campione d'Europa a Göteborg nel 1992 con la sua Nazionale.
Vilfort aveva esordito nella selezione del suo Paese 9 anni prima, in un incontro di qualificazione olimpica contro la Polonia, e aveva già preso parte al campionato d'Europa 1988 in Germania Ovest, uscendo al primo turno in un girone che comprendeva la stessa Germania Ovest e l'Italia. L'edizione 1992 vide la Danimarca richiamata d'urgenza come seconda classificata del girone di qualificazione al campionato europeo vinto dalla Jugoslavia, esclusa dall'UEFA per via delle sanzioni politiche inflittele dall'ONU. La Danimarca si ritrovò in un gruppo con Francia e Inghilterra e riuscì a qualificarsi a spese di entrambe per la semifinale, dove incontrò e batté ai rigori i Paesi Bassi.
Nel frattempo si venne a sapere che la figlia di otto anni di Vilfort, Line, era in ospedale in Danimarca malata di leucemia e che, dopo ogni partita, suo padre tornava in patria per assisterla.
Nonostante ciò Vilfort si presentò regolarmente in campo a Göteborg per la finale contro la Germania, nella quale segnò il 2-0 che di fatto chiudeva l'incontro e dava ai danesi il titolo di campioni d'Europa.
A Vilfort non corrispose, al successo professionale, quello familiare, perché sua figlia morì poche settimane più tardi.
Vilfort terminò la sua carriera in Nazionale nel corso dell'Europeo 1996 in Inghilterra (l'ultimo incontro fu Croazia-Danimarca 3-0).

## Statistiche

### Cronologia presenze e reti in Nazionale
| Cronologia completa delle presenze e delle reti in nazionale ― Danimarca | Cronologia completa delle presenze e delle reti in nazionale ― Danimarca | Cronologia completa delle presenze e delle reti in nazionale ― Danimarca | Cronologia completa delle presenze e delle reti in nazionale ― Danimarca | Cronologia completa delle presenze e delle reti in nazionale ― Danimarca | Cronologia completa delle presenze e delle reti in nazionale ― Danimarca | Cronologia completa delle presenze e delle reti in nazionale ― Danimarca | Cronologia completa delle presenze e delle reti in nazionale ― Danimarca |
| Data                                                                     | Città                                                                    | In casa                                                                  | Risultato                                                                | Ospiti                                                                   | Competizione                                                             | Reti                                                                     | Note                                                                     |
| ------------------------------------------------------------------------ | ------------------------------------------------------------------------ | ------------------------------------------------------------------------ | ------------------------------------------------------------------------ | ------------------------------------------------------------------------ | ------------------------------------------------------------------------ | ------------------------------------------------------------------------ | ------------------------------------------------------------------------ |
| 5-10-1983                                                                | Århus                                                                    | Danimarca                                                                | 0 – 1                                                                    | Polonia                                                                  | Qual. Olimpiadi 1984                                                     | -                                                                        | 71’                                                                      |
| 18-4-1984                                                                | Magdeburgo                                                               | Germania Est                                                             | 4 – 0                                                                    | Danimarca                                                                | Qual. Olimpiadi 1984                                                     | -                                                                        |                                                                          |
| 22-4-1984                                                                | Lublino                                                                  | Polonia                                                                  | 0 – 0                                                                    | Danimarca                                                                | Qual. Olimpiadi 1984                                                     | -                                                                        |                                                                          |
| 27-1-1985                                                                | Tegucigalpa                                                              | Honduras                                                                 | 1 – 0                                                                    | Danimarca                                                                | Amichevole                                                               | -                                                                        | 70’                                                                      |
| 20-5-1987                                                                | Livadeia                                                                 | Grecia                                                                   | 0 – 5                                                                    | Danimarca                                                                | Qual. Olimpiadi 1988                                                     | 1                                                                        | 74’                                                                      |
| 3-9-1987                                                                 | Cluj-Napoca                                                              | Romania                                                                  | 1 – 2                                                                    | Danimarca                                                                | Qual. Olimpiadi 1988                                                     | -                                                                        | 46’                                                                      |
| 28-10-1987                                                               | Stettino                                                                 | Polonia                                                                  | 0 – 2                                                                    | Danimarca                                                                | Qual. Olimpiadi 1988                                                     | 2                                                                        |                                                                          |
| 18-11-1987                                                               | Aarhus                                                                   | Danimarca                                                                | 0 – 1                                                                    | Germania Ovest                                                           | Qual. Olimpiadi 1988                                                     | -                                                                        |                                                                          |
| 30-3-1988                                                                | Osnabrück                                                                | Germania Ovest                                                           | 1 – 1                                                                    | Danimarca                                                                | Qual. Olimpiadi 1988                                                     | -                                                                        |                                                                          |
| 20-4-1988                                                                | Aalborg                                                                  | Danimarca                                                                | 4 – 0                                                                    | Grecia                                                                   | Qual. Olimpiadi 1988                                                     | -                                                                        | 74’                                                                      |
| 18-5-1988                                                                | Aarhus                                                                   | Danimarca                                                                | 3 – 0                                                                    | Polonia                                                                  | Qual. Olimpiadi 1988                                                     | 1                                                                        | cap.                                                                     |
| 1-6-1988                                                                 | Aarhus                                                                   | Danimarca                                                                | 0 – 1                                                                    | Cecoslovacchia                                                           | Amichevole                                                               | -                                                                        | 73’                                                                      |
| 5-6-1988                                                                 | Odense                                                                   | Danimarca                                                                | 3 – 1                                                                    | Belgio                                                                   | Amichevole                                                               | -                                                                        | 80’                                                                      |
| 14-6-1988                                                                | Gelsenkirchen                                                            | Germania Ovest                                                           | 2 – 0                                                                    | Danimarca                                                                | Euro 1988 - 1º turno                                                     | -                                                                        | 74’                                                                      |
| 17-6-1988                                                                | Colonia                                                                  | Italia                                                                   | 2 – 0                                                                    | Danimarca                                                                | Euro 1988 - 1º turno                                                     | -                                                                        | 57’                                                                      |
| 31-8-1988                                                                | Stoccolma                                                                | Svezia                                                                   | 1 – 2                                                                    | Danimarca                                                                | Amichevole                                                               | -                                                                        | Ammonizione                                                              |
| 14-9-1988                                                                | Londra                                                                   | Inghilterra                                                              | 1 – 0                                                                    | Danimarca                                                                | Amichevole                                                               | -                                                                        | 77’                                                                      |
| 28-9-1988                                                                | Copenaghen                                                               | Danimarca                                                                | 1 – 0                                                                    | Islanda                                                                  | Amichevole                                                               | -                                                                        | 46’                                                                      |
| 22-2-1989                                                                | Pisa                                                                     | Italia                                                                   | 1 – 0                                                                    | Danimarca                                                                | Amichevole                                                               | -                                                                        | 73’                                                                      |
| 12-4-1989                                                                | Aalborg                                                                  | Danimarca                                                                | 2 – 0                                                                    | Canada                                                                   | Amichevole                                                               | -                                                                        | 46’                                                                      |
| 26-4-1989                                                                | Sofia                                                                    | Bulgaria                                                                 | 0 – 2                                                                    | Danimarca                                                                | Qual. Mondiali 1990                                                      | -                                                                        | 75’                                                                      |
| 17-5-1989                                                                | Copenaghen                                                               | Danimarca                                                                | 7 – 1                                                                    | Grecia                                                                   | Qual. Mondiali 1990                                                      | 1                                                                        | 30’                                                                      |
| 7-6-1989                                                                 | Copenaghen                                                               | Danimarca                                                                | 1 – 1                                                                    | Inghilterra                                                              | Amichevole                                                               | -                                                                        | 62’                                                                      |
| 23-8-1989                                                                | Bruges                                                                   | Belgio                                                                   | 3 – 0                                                                    | Danimarca                                                                | Amichevole                                                               | -                                                                        | 72’                                                                      |
| 14-2-1990                                                                | Il Cairo                                                                 | Egitto                                                                   | 0 – 0                                                                    | Danimarca                                                                | Amichevole                                                               | -                                                                        | 65’                                                                      |
| 11-4-1990                                                                | Copenaghen                                                               | Danimarca                                                                | 1 – 0                                                                    | Turchia                                                                  | Amichevole                                                               | -                                                                        | 26’                                                                      |
| 15-5-1990                                                                | Londra                                                                   | Inghilterra                                                              | 1 – 0                                                                    | Danimarca                                                                | Amichevole                                                               | -                                                                        |                                                                          |
| 30-5-1990                                                                | Kaiserslautern                                                           | Germania Ovest                                                           | 1 – 0                                                                    | Danimarca                                                                | Amichevole                                                               | -                                                                        |                                                                          |
| 6-6-1990                                                                 | Trondheim                                                                | Norvegia                                                                 | 1 – 2                                                                    | Danimarca                                                                | Amichevole                                                               | -                                                                        |                                                                          |
| 5-9-1990                                                                 | Västerås                                                                 | Svezia                                                                   | 0 – 1                                                                    | Danimarca                                                                | Amichevole                                                               | -                                                                        |                                                                          |
| 11-9-1990                                                                | Copenaghen                                                               | Danimarca                                                                | 1 – 0                                                                    | Galles                                                                   | Amichevole                                                               | -                                                                        |                                                                          |
| 10-10-1990                                                               | Copenaghen                                                               | Danimarca                                                                | 4 – 1                                                                    | Fær Øer                                                                  | Qual. Euro 1992                                                          | -                                                                        |                                                                          |
| 17-10-1990                                                               | Belfast                                                                  | Irlanda del Nord                                                         | 1 – 1                                                                    | Danimarca                                                                | Qual. Euro 1992                                                          | -                                                                        |                                                                          |
| 14-11-1990                                                               | Copenaghen                                                               | Danimarca                                                                | 0 – 2                                                                    | Jugoslavia                                                               | Qual. Euro 1992                                                          | -                                                                        |                                                                          |
| 1-5-1991                                                                 | Belgrado                                                                 | Jugoslavia                                                               | 1 – 2                                                                    | Danimarca                                                                | Qual. Euro 1992                                                          | -                                                                        |                                                                          |
| 5-6-1991                                                                 | Odense                                                                   | Danimarca                                                                | 2 – 1                                                                    | Austria                                                                  | Qual. Euro 1992                                                          | -                                                                        |                                                                          |
| 12-6-1991                                                                | Malmö                                                                    | Italia                                                                   | 2 – 0 dts                                                                | Danimarca                                                                | Scania Cup - Semifinale                                                  | -                                                                        |                                                                          |
| 15-6-1991                                                                | Norrköping                                                               | Svezia                                                                   | 4 – 0                                                                    | Danimarca                                                                | Scania Cup - Finale 3º posto                                             | -                                                                        |                                                                          |
| 25-9-1991                                                                | Landskrona                                                               | Fær Øer                                                                  | 0 – 4                                                                    | Danimarca                                                                | Qual. Euro 1992                                                          | 1                                                                        |                                                                          |
| 9-10-1991                                                                | Vienna                                                                   | Austria                                                                  | 0 – 3                                                                    | Danimarca                                                                | Qual. Euro 1992                                                          | -                                                                        |                                                                          |
| 13-11-1991                                                               | Odense                                                                   | Danimarca                                                                | 2 – 1                                                                    | Irlanda del Nord                                                         | Qual. Euro 1992                                                          | -                                                                        |                                                                          |
| 3-6-1992                                                                 | Brøndby                                                                  | Danimarca                                                                | 1 – 1                                                                    | Comunità degli Stati Indipendenti                                        | Amichevole                                                               | -                                                                        |                                                                          |
| 11-6-1992                                                                | Malmö                                                                    | Danimarca                                                                | 0 – 0                                                                    | Inghilterra                                                              | Euro 1992 - 1º turno                                                     | -                                                                        |                                                                          |
| 14-6-1992                                                                | Solna                                                                    | Svezia                                                                   | 1 – 0                                                                    | Danimarca                                                                | Euro 1992 - 1º turno                                                     | -                                                                        |                                                                          |
| 22-6-1992                                                                | Göteborg                                                                 | Paesi Bassi                                                              | 2 – 2 dts (4 – 5 dtr)                                                    | Danimarca                                                                | Euro 1992 - Semifinale                                                   | -                                                                        |                                                                          |
| 26-6-1992                                                                | Göteborg                                                                 | Danimarca                                                                | 2 – 0                                                                    | Germania                                                                 | Euro 1992 - Finale                                                       | 1                                                                        |                                                                          |
| 26-8-1992                                                                | Riga                                                                     | Lettonia                                                                 | 0 – 0                                                                    | Danimarca                                                                | Qual. Mondiali 1994                                                      | -                                                                        |                                                                          |
| 9-9-1992                                                                 | Copenaghen                                                               | Danimarca                                                                | 1 – 2                                                                    | Germania                                                                 | Amichevole                                                               | -                                                                        |                                                                          |
| 23-9-1992                                                                | Vilnius                                                                  | Lituania                                                                 | 0 – 0                                                                    | Danimarca                                                                | Qual. Mondiali 1994                                                      | -                                                                        |                                                                          |
| 14-10-1992                                                               | Copenaghen                                                               | Danimarca                                                                | 0 – 0                                                                    | Irlanda                                                                  | Qual. Mondiali 1994                                                      | -                                                                        |                                                                          |
| 18-11-1992                                                               | Belfast                                                                  | Irlanda del Nord                                                         | 0 – 1                                                                    | Danimarca                                                                | Qual. Mondiali 1994                                                      | -                                                                        |                                                                          |
| 30-1-1993                                                                | Tempe                                                                    | Stati Uniti                                                              | 2 – 2                                                                    | Danimarca                                                                | Amichevole                                                               | -                                                                        | cap.                                                                     |
| 24-2-1993                                                                | Mar del Plata                                                            | Argentina                                                                | 1 – 1                                                                    | Danimarca                                                                | Amichevole                                                               | -                                                                        |                                                                          |
| 31-3-1993                                                                | Copenaghen                                                               | Danimarca                                                                | 1 – 0                                                                    | Spagna                                                                   | Qual. Mondiali 1994                                                      | -                                                                        |                                                                          |
| 14-4-1993                                                                | Copenaghen                                                               | Danimarca                                                                | 2 – 0                                                                    | Lettonia                                                                 | Qual. Mondiali 1994                                                      | 1                                                                        |                                                                          |
| 28-4-1993                                                                | Dublino                                                                  | Irlanda                                                                  | 1 – 1                                                                    | Danimarca                                                                | Qual. Mondiali 1994                                                      | 1                                                                        |                                                                          |
| 2-6-1993                                                                 | Copenaghen                                                               | Danimarca                                                                | 4 – 0                                                                    | Albania                                                                  | Qual. Mondiali 1994                                                      | -                                                                        |                                                                          |
| 25-8-1993                                                                | Copenaghen                                                               | Danimarca                                                                | 4 – 0                                                                    | Lituania                                                                 | Qual. Mondiali 1994                                                      | -                                                                        |                                                                          |
| 8-9-1993                                                                 | Tirana                                                                   | Albania                                                                  | 0 – 1                                                                    | Danimarca                                                                | Qual. Mondiali 1994                                                      | -                                                                        |                                                                          |
| 13-10-1993                                                               | Copenaghen                                                               | Danimarca                                                                | 1 – 0                                                                    | Irlanda del Nord                                                         | Qual. Mondiali 1994                                                      | -                                                                        |                                                                          |
| 17-11-1993                                                               | Siviglia                                                                 | Spagna                                                                   | 1 – 0                                                                    | Danimarca                                                                | Qual. Mondiali 1994                                                      | -                                                                        | 35’                                                                      |
| 9-3-1994                                                                 | Londra                                                                   | Inghilterra                                                              | 1 – 0                                                                    | Danimarca                                                                | Amichevole                                                               | -                                                                        | 72’                                                                      |
| 20-4-1994                                                                | Copenaghen                                                               | Danimarca                                                                | 3 – 1                                                                    | Ungheria                                                                 | Amichevole                                                               | -                                                                        |                                                                          |
| 26-5-1994                                                                | Copenaghen                                                               | Danimarca                                                                | 1 – 0                                                                    | Svezia                                                                   | Amichevole                                                               | -                                                                        |                                                                          |
| 1-6-1994                                                                 | Oslo                                                                     | Norvegia                                                                 | 2 – 1                                                                    | Danimarca                                                                | Amichevole                                                               | -                                                                        |                                                                          |
| 17-8-1994                                                                | Copenaghen                                                               | Danimarca                                                                | 2 – 1                                                                    | Finlandia                                                                | Amichevole                                                               | -                                                                        | 46’                                                                      |
| 7-9-1994                                                                 | Skopje                                                                   | Macedonia                                                                | 1 – 1                                                                    | Danimarca                                                                | Qual. Euro 1996                                                          | -                                                                        | 52’                                                                      |
| 12-10-1994                                                               | Copenaghen                                                               | Danimarca                                                                | 3 – 1                                                                    | Belgio                                                                   | Qual. Euro 1996                                                          | 1                                                                        | 70’                                                                      |
| 16-11-1994                                                               | Siviglia                                                                 | Spagna                                                                   | 3 – 0                                                                    | Danimarca                                                                | Qual. Euro 1996                                                          | -                                                                        |                                                                          |
| 31-5-1995                                                                | Helsinki                                                                 | Finlandia                                                                | 0 – 1                                                                    | Danimarca                                                                | Amichevole                                                               | -                                                                        | 46’                                                                      |
| 7-6-1995                                                                 | Copenaghen                                                               | Danimarca                                                                | 4 – 0                                                                    | Cipro                                                                    | Qual. Euro 1996                                                          | 2                                                                        | 88’                                                                      |
| 6-9-1995                                                                 | Bruxelles                                                                | Belgio                                                                   | 1 – 3                                                                    | Danimarca                                                                | Qual. Euro 1996                                                          | 1                                                                        |                                                                          |
| 11-10-1995                                                               | Copenaghen                                                               | Danimarca                                                                | 1 – 1                                                                    | Spagna                                                                   | Qual. Euro 1996                                                          | 1                                                                        |                                                                          |
| 15-11-1995                                                               | Copenaghen                                                               | Danimarca                                                                | 3 – 1                                                                    | Armenia                                                                  | Qual. Euro 1996                                                          | -                                                                        |                                                                          |
| 2-6-1996                                                                 | Copenaghen                                                               | Danimarca                                                                | 1 – 0                                                                    | Ghana                                                                    | Amichevole                                                               | -                                                                        | cap. 61’                                                                 |
| 9-6-1996                                                                 | Sheffield                                                                | Portogallo                                                               | 1 – 1                                                                    | Danimarca                                                                | Euro 1996 - 1º turno                                                     | -                                                                        | 89’                                                                      |
| 16-6-1996                                                                | Sheffield                                                                | Croazia                                                                  | 3 – 0                                                                    | Danimarca                                                                | Euro 1996 - 1º turno                                                     | -                                                                        | 58’                                                                      |
| Totale                                                                   |                                                                          | Presenze                                                                 | 77                                                                       |                                                                          | Reti                                                                     | 14                                                                       |                                                                          |

## Palmarès

### Giocatore

#### Club
- Campionato danese: 7

Brøndby: 1987, 1988, 1990, 1991, 1995-1996, 1996-1997, 1997-1998
- Coppa di Danimarca: 3

Brøndby: 1988-1989, 1993-1994, 1997-1998

#### Nazionale
- Campionato d'Europa: 1

Danimarca: 1992

#### Individuale
- Calciatore danese dell'anno: 1

1991